# Wartenbach
Der Wartenbach, am Oberlauf Floßbach, ist der gut 7 km lange, nordöstliche und linke Hauptquellfluss der Lauter, die am Ober- und Mittellauf Wieslauter genannt wird und ein linker Nebenfluss des Rheins ist. Er fließt mit seiner gesamten Länge im Landkreis Südwestpfalz.
Der Wartenbach wird als hydrologischer Oberlauf der Wieslauter angesehen.

## Geographie

### Verlauf
Der Wartenbach besitzt mehrere Quellen, darunter zwei starke (⊙, ⊙); alle liegen im Bereich von etwa 100 m beieinander auf der Waldgemarkung von Merzalben im mittleren Pfälzerwald, und zwar südwestlich des Hortenkopfs (606,2 m), nordwestlich des Weißenbergs (609,9 m) und südöstlich des Mühlenberg-Westläufers (541,2 m).
Etwa 20 m nach dem Zutagetreten der stärksten Quelle in 389 m Höhe ist der noch kleine Bachlauf zum 1841 angelegten Gambswoog (⊙) aufgestaut, der auch Gambsklause genannt wird. Von dort aus zieht der Bach überwiegend in südwestliche Richtung und passiert unter anderem rechts den Winschertberg und den Schloßberg sowie links den Schmalen Hals, an dessen Nordwesthang der heute verschwundene Nickolauswoog (⊙) lag, und den Wartenberg. Zwischen Winschertberg und Wartenberg erstreckt sich der 1824 errichtete Königswoog, der auf einer Strecke von 370 m in drei Segmente unterteilt ist (⊙, ⊙, ⊙), mit dem Ritterstein 56. Gleich unterhalb des früheren Sägwoogs (⊙), der am Ende des Mittellaufs lag und von dem nur noch ein Restteich vorhanden ist, empfängt der Wartenbach von links seinen stärksten Zufluss, den 4,3 km langen Scheidbach (⊙). Dessen Quelle liegt in 383 m Höhe an der Westflanke des Weißenbergs.
In seinem Unterlauf bildet der Wartenbach die Gemarkungsgrenze zwischen den Ortsgemeinden Merzalben und Wilgartswiesen. Am Südfuß des 361,8 m hohen Wieslauterecks, wo das obere Zieglertal endet und ins untere Zieglertal übergeht, fließt der Wartenbach schließlich innerhalb der Waldgemarkung von Wilgartswiesen auf einer Höhe von 235 m von links mit der hier wesentlich schwächeren und kürzeren Wieslauter zusammen (⊙).
Der etwa 7,2 km lange Lauf des Wartenbachs endet ungefähr 154 Höhenmeter unterhalb seiner Quelle, er hat somit ein mittleres Sohlgefälle von etwa 21 ‰.

### Zuflüsse
Die Zuflüsse sind von der Quelle zur Mündung aufgelistet.
- (Bach aus dem) Wüsttal (links), 1,2 km, 1,21 km² (⊙)[4]
- (Bach beim) Waschhäuschen (rechts), 0,3 km, 0,31 km² (⊙)[5]
- Scheidbach (links), 4,3 km, 7,87 km² (⊙)
  - Dreibrunnentalbach mit Husarenbrunnen (⊙)[4] (rechts), 2,6 km, 4,80 km² (⊙)

## Geschichte
Mit seinen Woogen wurde der Wartenbach, worauf auch sein Oberlaufname Floßbach hindeutet, zur Holztrift genutzt, und zwar bis längstens 1906. Die aus Sandstein errichteten und noch funktionsfähigen Absperr- und Auslaufbauwerke von Gambswoog und Königswoog hat der Pfälzerwald-Verein als Rittersteine gekennzeichnet, welche die Nummern 232 bzw. 56 tragen.
Jeder der vier Wooge lieferte bei der Triftung eine erhöhte Wassermenge für etwa ein Viertel der Bachlänge. Angesichts des erheblichen Gefälles auf der gesamten Laufstrecke sorgten zahlreiche Sohlrampen unterschiedlicher Größe für eine gleichmäßige Wasserführung. Zusammen mit den Absperr- und Auslaufbauwerken der Wooge sind sie für an Wasserbau und Trift Interessierte sehenswert. Nach dem Zusammenfluss mit der Wieslauter wurde das Holz auf dieser weiter getriftet.

## Natur und Tourismus
Erreichbar ist der Wartenbach nur über enge Nebenstraßen, Waldwege und Fußpfade. Er ist auf gesamter Länge Bestandteil der Kernzone Quellgebiet der Wieslauter des Naturparks Pfälzerwald. Den Bachlauf kreuzt unter anderem ein Wanderweg, der mit einem blau-weißen Balken markiert ist und in diesem Bereich den Namen Forstmeisterweg trägt.